# كاميرا حرارية

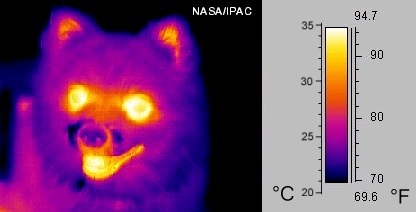

الكاميرا الحرارية هو جهاز يقوم بالتصوير باستخدام الأشعة تحت الحمراء بدلا عن الضوء المرئي وبالتالي عوضا عن الطول الموجي 450-750 نانو متر للضوء المرئي يتم استخدام طول موجي للأشعة الحمراء 14000 نانو متر.

## التاريخ
أول كميرا بالأشعة تحت الحمراء كانت سنة 1956 .

## نظرية العمل
الطاقة الحمراء هي جزء من الطيف الكهرومغناطيسي والذي يشمل الأشعة السينية وأشعة غاما والأشعة فوق البنفسجية